# منجاب جديد (دودانغة)
منجاب جدید (بالفارسية: منجناب جدید) هي منطقة سكنية تقع في إيران في قسم دودانغة الریفي. يقدر عدد سكانها بـ 50 نسمة.